# 中国包装联合会
中国包装联合会是中华人民共和国包装行业企事业单位、包装工作者组成的全国性、行业性、非营利性社会团体，由国务院国有资产监督管理委员会主管。前身是1980年12月成立的中国包装技术协会。